# 14339 Knorre
14339 Knorre è un asteroide della fascia principale. Scoperto nel 1983, presenta un'orbita caratterizzata da un semiasse maggiore pari a 2,5988545 UA e da un'eccentricità di 0,1768680, inclinata di 14,41851° rispetto all'eclittica.
L'asteroide è dedicato ai tre astronomi della dinastia Knorre: Ernst Friedrich, Karl Friedrich e Viktor Karlovič.